# 3 Grupa Poszukiwawczo-Ratownicza
3 Grupa Poszukiwawczo-Ratownicza (3 GPR) – oddział Sił Powietrznych dyslokowany w Krakowie.

## Historia
Jednostka powstała 31 grudnia 2008 na bazie rozformowanej Grupy Poszukiwawczo-Ratowniczej funkcjonującej w strukturach 3 Eskadry Lotnictwa Transportowo-Łącznikowego, zgodnie z rozkazem Dowódcy Sił Powietrznych nr Z-117 z dnia 30 maja 2008. Działalność rozpoczęła 1 stycznia 2009. Podlega bezpośrednio pod 3 Skrzydło Lotnictwa Transportowego.

## Zadania
3 GPR jest samodzielną jednostką wojskową przeznaczoną do realizacji zadań SAR na obszarze Rzeczypospolitej Polskiej oraz w obszarze przygranicznym państw sąsiednich. Zadaniem głównym 3 GPR jest doskonalenie zdolności do realizacji zadań SAR w ramach prowadzenia narodowej, połączonej operacji obronnej oraz utrzymanie gotowości personelu latającego, technicznego, śmigłowców i sprzętu zabezpieczającego pełnienie dyżurów w systemie SAR.

## Wyposażenie
- 4 śmigłowce Mi-8RL[1];

## Dowódcy
- mjr mgr pil. Ryszard Skrzeczyński – 1 stycznia 2009 – 4 sierpnia 2010
- mjr mgr pil. Grzegorz Kołodziejczyk[2] – 5 sierpnia 2010 – 30 października 2012
- mjr mgr inż. pil. Mariusz Łaskarzewski[2] – 1 listopada 2012 – 17 maja 2015
- mjr mgr inż. pil. Mariusz Ostański[3] - 18 maja 2015 - 10 października 2018
- mjr mgr inż. pil. Roman Wdowik[4] - 10 października 2018 - 31 stycznia 2023
- mjr pil. Mariusz Pasich - 3 kwietnia 2023 - obecnie